# كارل فريدريك إنغلستاد
كارل فريدريك إنغلستاد (بالنرويجية البوكمول: Carl Fredrik Engelstad)‏ هو كاتب ومترجم وصحفي نرويجي، ولد في 11 نوفمبر 1915 في Hadsel Municipality ‏ في النرويج، وتوفي في 1 أكتوبر 1996.